# آگنس آدلر
آگنس آدلر (انگلیسی: Agnes Adler; ۱۹ فوریهٔ ۱۸۶۵ – ۱۱ اکتبر ۱۹۳۵) موسیقی‌دان، نوازنده پیانو اهل قلمروی دانمارک بود.